# Proletářská poezie
Proletářská poezie je český literární směr 20. let 20. století. Inspirací byla marxistická filozofie a sen o revoluční přeměně světa. Základy položil roku 1922 Jiří Wolker ve své stati Proletářská umění. Zobrazuje především dělnickou třídu, její útlak a vykořisťování. Typickými znaky je nenávist k válce, touha po spravedlivém světě. Proletářská poezie se chce stát kolektivní záležitostí, má rétorické rysy, je určena k recitaci a má agitační cíl. Proletářskou poezii ovlivnil ruský básník Vladimír Majakovskij svou agitační poezií. V této době mnoho mladých básníků sympatizuje s levicí (KSČ). Program proletářské literatury se formoval v časopisech Kmen, Červen, Var (redigování S. K. Neumanem). V duchu proletářské poezie vzniká první avantgardní skupina Devětsil (U. S. Devětsil). Období proletářské poezie končí smrtí jejího hlavního představitele Jiřího Wolkera. Přesto najdeme proletářská díla i u Seiferta a Biebla.

## Program
- kolektivnost – jedinec nic neznamená, v centru zájmu je kolektiv dělníků
- revolučnost – revoluce vyřeší vše
- optimismus – optimistický pohled do budoucnosti
- tendenčnost – přiklání se k něčemu, autor není nestranný, ale obhajuje myšlenky revoluce
- realismus – pravdivé zobrazení skutečnosti

## Představitelé
- Jiří Wolker
- Stanislav Kostka Neumann
- Josef Hora
- Jindřich Hořejší
- Jaroslav Seifert
- Konstantin Biebl